# Stictochironomus caffrarius
Stictochironomus caffrarius är en tvåvingeart som först beskrevs av Jean-Jacques Kieffer 1921.  Stictochironomus caffrarius ingår i släktet Stictochironomus och familjen fjädermyggor. Inga underarter finns listade i Catalogue of Life.